# Klebezettel

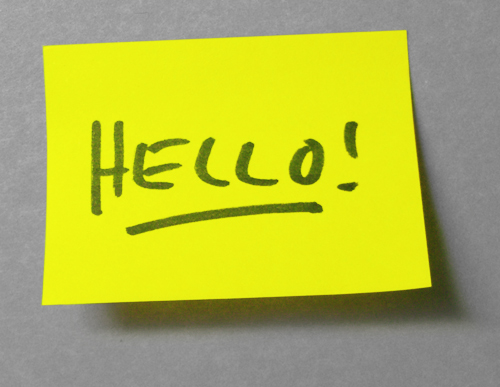
Ein Klebezettel

Ein Klebezettel, ein Haftzettel oder eine Haftnotiz, auch als Post-it oder Haftie bekannt, ist ein kleiner Zettel, der an der Rückseite einen mit Haftklebstoff beschichteten Streifen besitzt, mit dem man ihn an einem anderen (glatten) Gegenstand festkleben, von dort rückstandsfrei wieder lösen und erneut festkleben kann.
Der Klebezettel wurde in den 1970er Jahren vom amerikanischen Unternehmen 3M erfunden und patentiert. Der Name Post-it ist ein geschützter Markenname von 3M, der daher von anderen Produzenten nicht verwendet werden darf. Da die grundlegenden technischen Patente von 3M auf den Klebezettel selbst abgelaufen sind, werden diese von vielen Unternehmen hergestellt und unter anderen Marken oder Namen verkauft.

## Eigenschaften und Verwendung

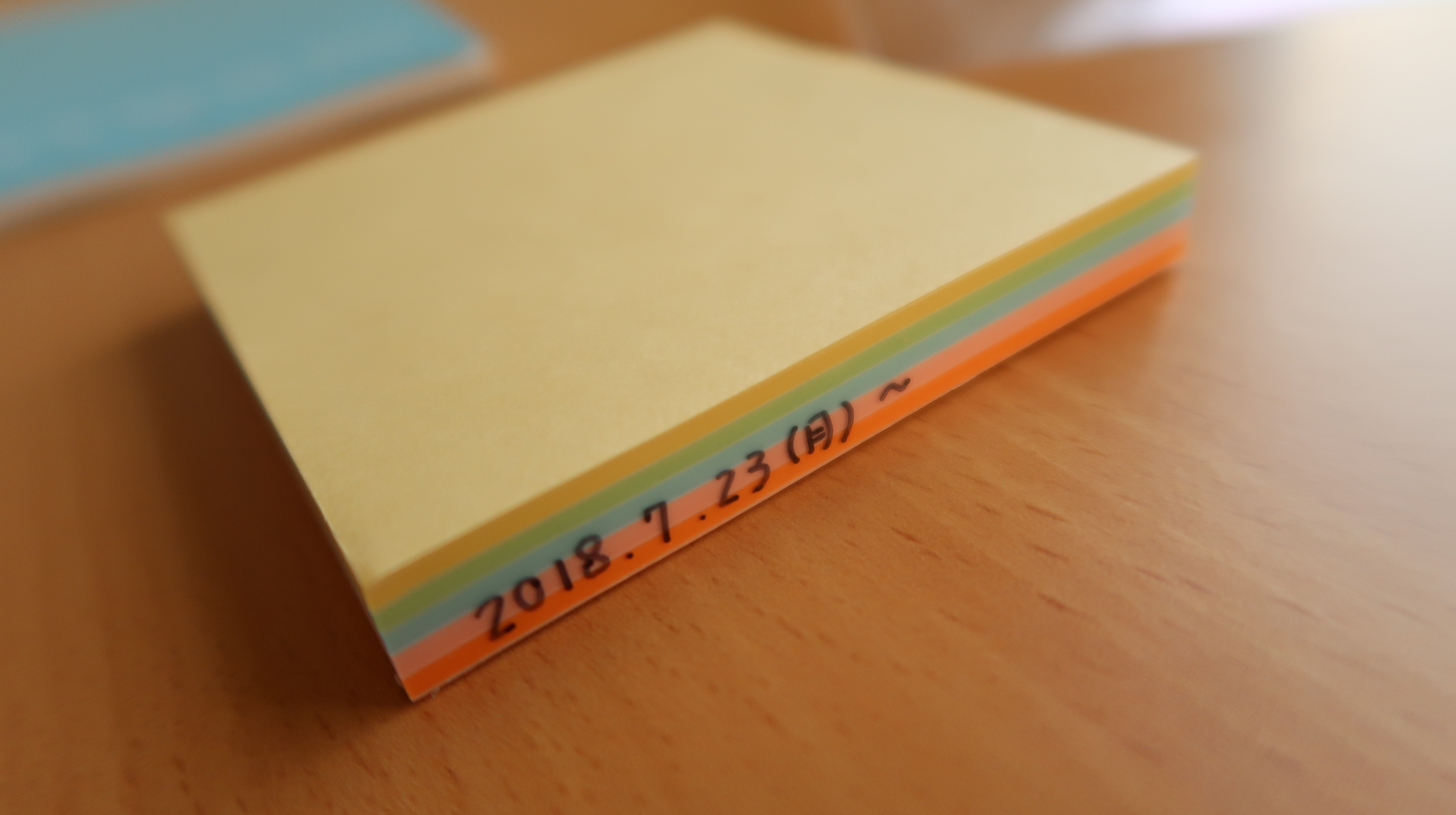
Verkaufspackung mit Klebezettel-Abziehblock mit verschiedenen gängigen Farben

Die Klebewirkung verliert sich abhängig von der Beschaffenheit und eventueller Verschmutzung (Staub, Fett) des jeweiligen Untergrunds mit der Zeit. Um ein Überdehnen der Klebeschicht gegenüber dem Papier zu vermeiden und eine optimale Haftung zu erzielen, sollten Klebezettel möglichst seitlich vom Block abgezogen werden.
Die Klebezettel waren anfänglich kanariengelb, seit dem Auslaufen der zugrundeliegenden Patente gibt es sie in vielen verschiedenen Farben und Formen von zahlreichen Anbietern. Klebezettel sind auch ein beliebtes Werbegeschenk. Sie haben sich heute zu einem allgegenwärtigen Büroutensil entwickelt. Besonderheit sind die unlösbaren Kleberperlen des Klebstreifens. Sie ermöglichen es, den Zettel mehrmals auf unterschiedlichste Oberflächen zu kleben und rückstandsfrei wieder zu lösen.

## Geschichte

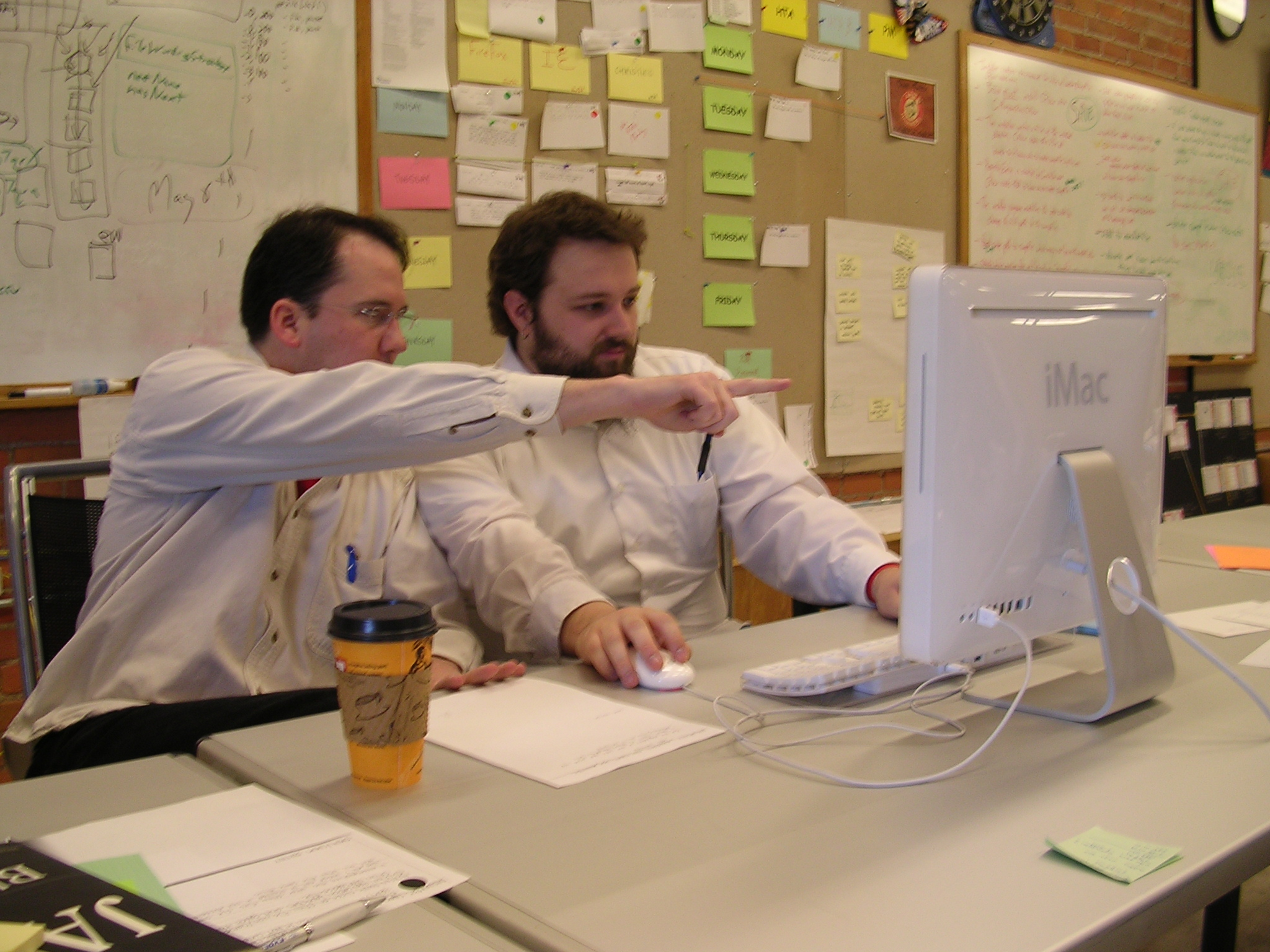
Klebezettel an einer Wandtafel zeigen Aufgaben, Pläne und Ideen – typisches Anwendungsbeispiel im Büroalltag

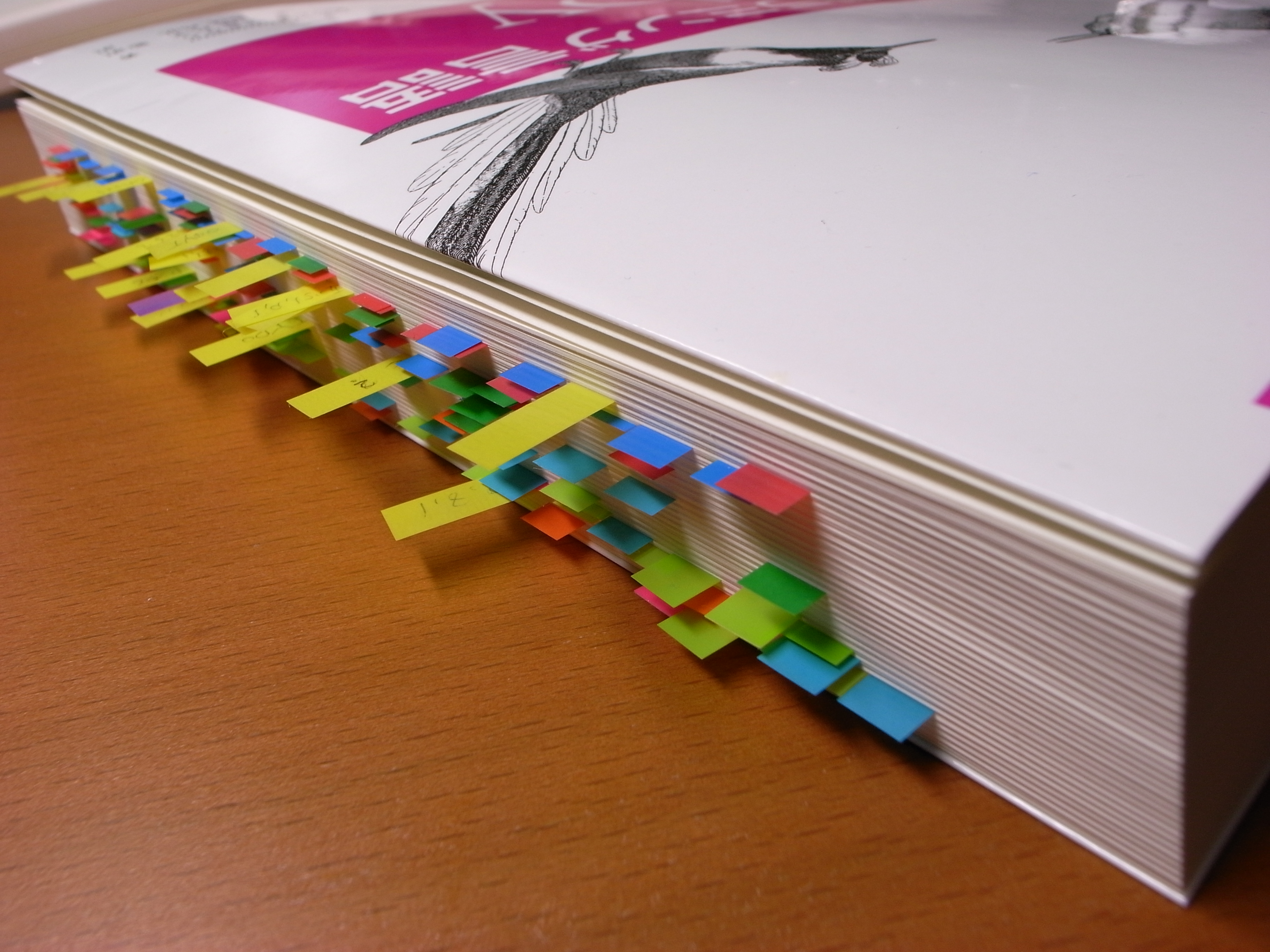
Die kleineren Varianten sind besonders zur Verwendung als Lesezeichen geeignet, etwa bei Lehrbüchern

1968 beschäftigte sich Spencer Silver von der Minnesota Mining and Manufacturing Company (3M) mit der Entwicklung eines neuen Superklebers, der stärker als alle bekannten Klebstoffe werden sollte. Das Ergebnis seiner Arbeit war jedoch nur eine klebrige Masse, die sich zwar auf allen Flächen auftragen ließ, jedoch auch genauso leicht wieder abzulösen war. Das einzige Produkt, das sich daraus entwickelte, war eine Art Pinnwand, die jedoch ohne Pins auskommen sollte. Das Board wurde mit dem Klebstoff bestrichen, sodass sich Zettel einfach hinkleben und wieder ablösen ließen. Da sich dieses Board nur schlecht verkaufte, wurde es vom Markt genommen und die Erfindung von Spencer Silver geriet in Vergessenheit.
Jahre später, 1974, ärgerte sich Art Fry, Mitglied eines Kirchenchors und ein Kollege Spencer Silvers, darüber, dass ihm seine Lesezeichen im Stehen ständig aus den Notenheften herausfielen. Er erinnerte sich an die Erfindung seines Kollegen und holte sich eine Probe des Klebers aus dem Labor. Er trug ihn auf kleine Zettel auf und erprobte seine Erfindung gleich am nächsten Sonntag in der Kirche. Und tatsächlich hafteten seine Lesezeichen zuverlässig, ließen sich aber dennoch leicht lösen, ohne die Notenblätter zu zerstören. Der Post-it war erfunden.
Der ursprüngliche Klebezettel der Marke "Post-it" ist kanariengelb und hat eine Größe von 76 × 76 mm. Mittlerweile gibt es Klebezettel in mehr als 400 Produktvarianten von verschiedenen Herstellern. Die Bezeichnung „Post-it“ wird teilweise als Gattungsname für Klebezettel aller Art verwendet, es handelt sich hierbei jedoch um einen Begriff, der exklusiv als Marke der 3M Company als Erfinder von Haftzetteln geschützt ist.
Die US-Zeitschrift Fortune erklärte den Klebezettel zu einer der wichtigsten Erfindungen des 20. Jahrhunderts, zusammen mit dem Kühlschrank, der Boeing 707 und der Compact Disc.

## Verwendung als Kunstobjekt

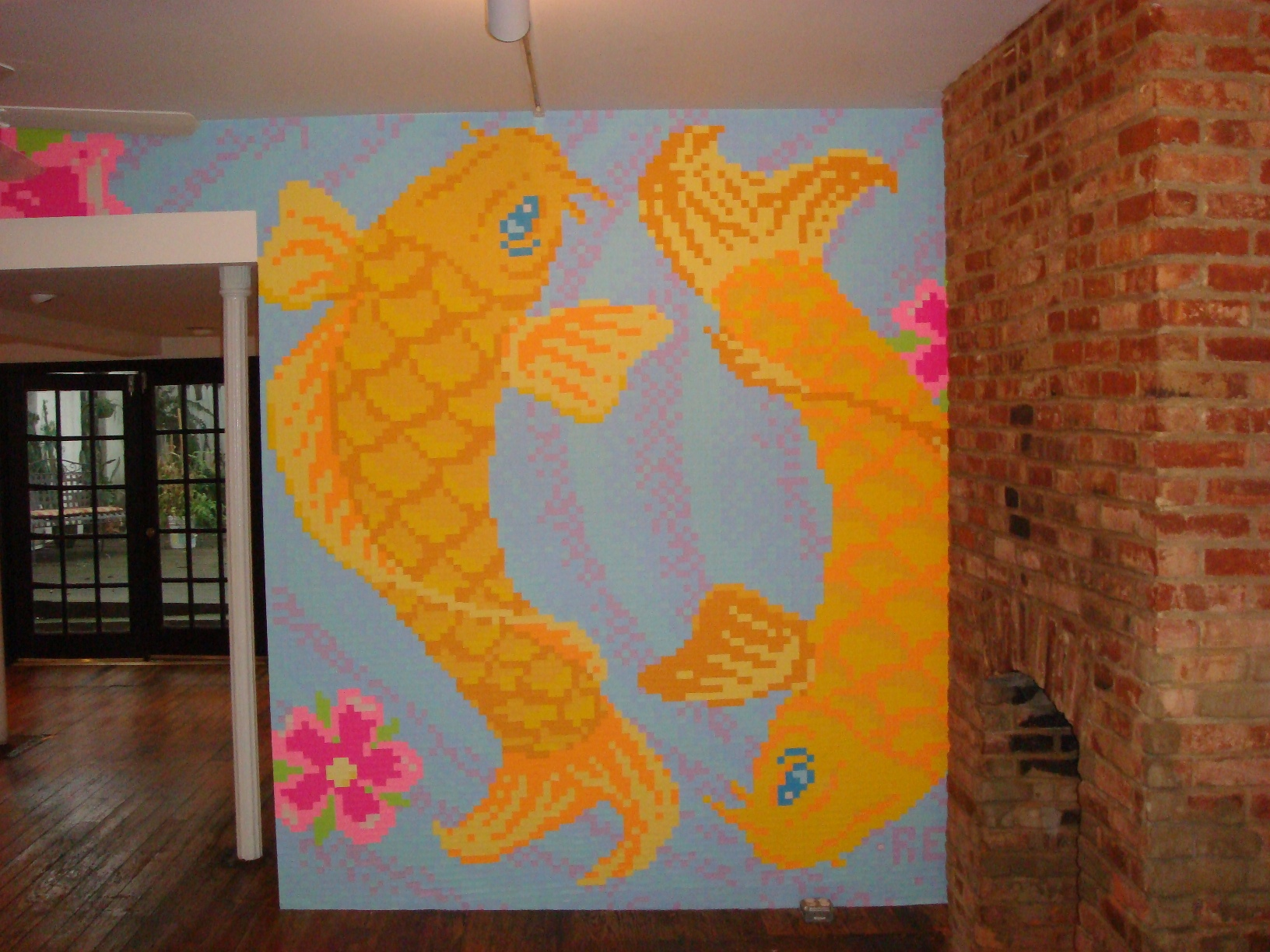
Ein Wandmosaik aus Klebezetteln

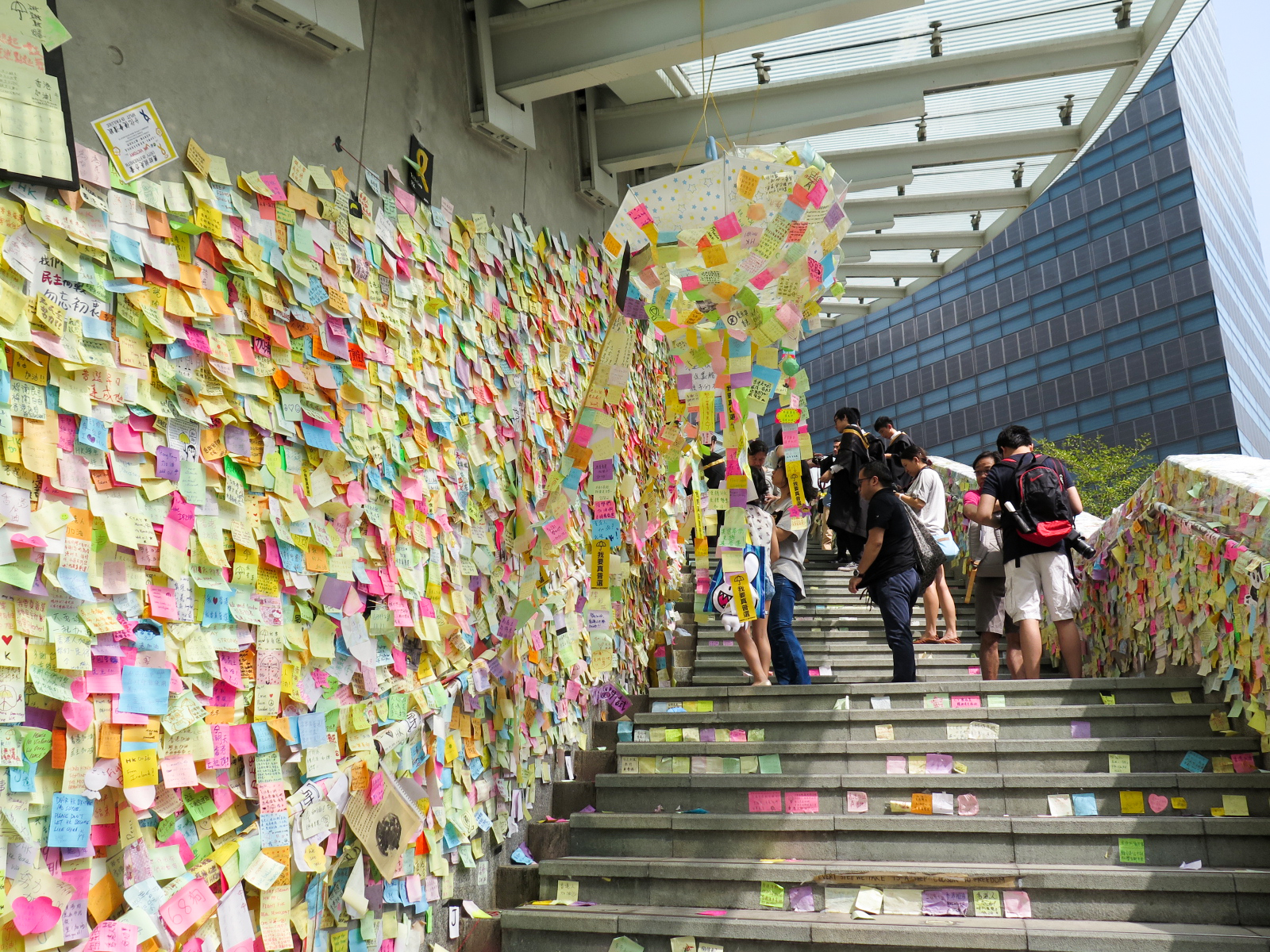
Eine „Lennon-Wall“ im Zuge der Proteste in Hongkong 2014

Die Klebezettel werden in verschiedenen Farben an Wände und Fensterscheiben geklebt, um damit verschiedene Motive abzubilden. Diese Art der Kunst nennt sich „Post-it-war.“ Hintergrund ist das Rayman-Motiv der Firma Ubisoft, das von dem gegenüberliegenden Gebäude der Großbank BNP Paribas durch schießende Hasen gekontert wurde.
Dieser Trend findet sich auch in Deutschland auf diversen Veranstaltungen wieder. So wurden etwa auf der weltweit größten Computermesse CeBIT im März 2012 die Seitengänge des IBM-Standes mit diversen Schriftzügen sowie EDV- und Spielemotiven beklebt. Auch an Fenstern von öffentlichen Gebäuden wie Schulen und Universitäten sind solche Kunstobjekte zu finden. Sie stellen z. B. populäre Spielfiguren aus Computerspielen wie Pac-Man, Space Invaders, Super Mario oder Bubble Bobble usw. dar.